# Justicia argyrostachya
Justicia argyrostachya är en akantusväxtart som beskrevs av T. Anders.. Justicia argyrostachya ingår i släktet Justicia och familjen akantusväxter. Inga underarter finns listade i Catalogue of Life.